# Innbrücke (Arlbergbahn)
Die Innbrücke ist eine Eisenbahnbrücke über den Inn in Landeck in Tirol. Sie führt die von Innsbruck kommend am rechten Innufer verlaufende Arlbergbahn über den von Süden aus dem Oberen Gericht kommenden Inn. Sie wurde im Zuge des Bahnbaus 1883/1884 errichtet und 2009 erneuert.

## Geschichte

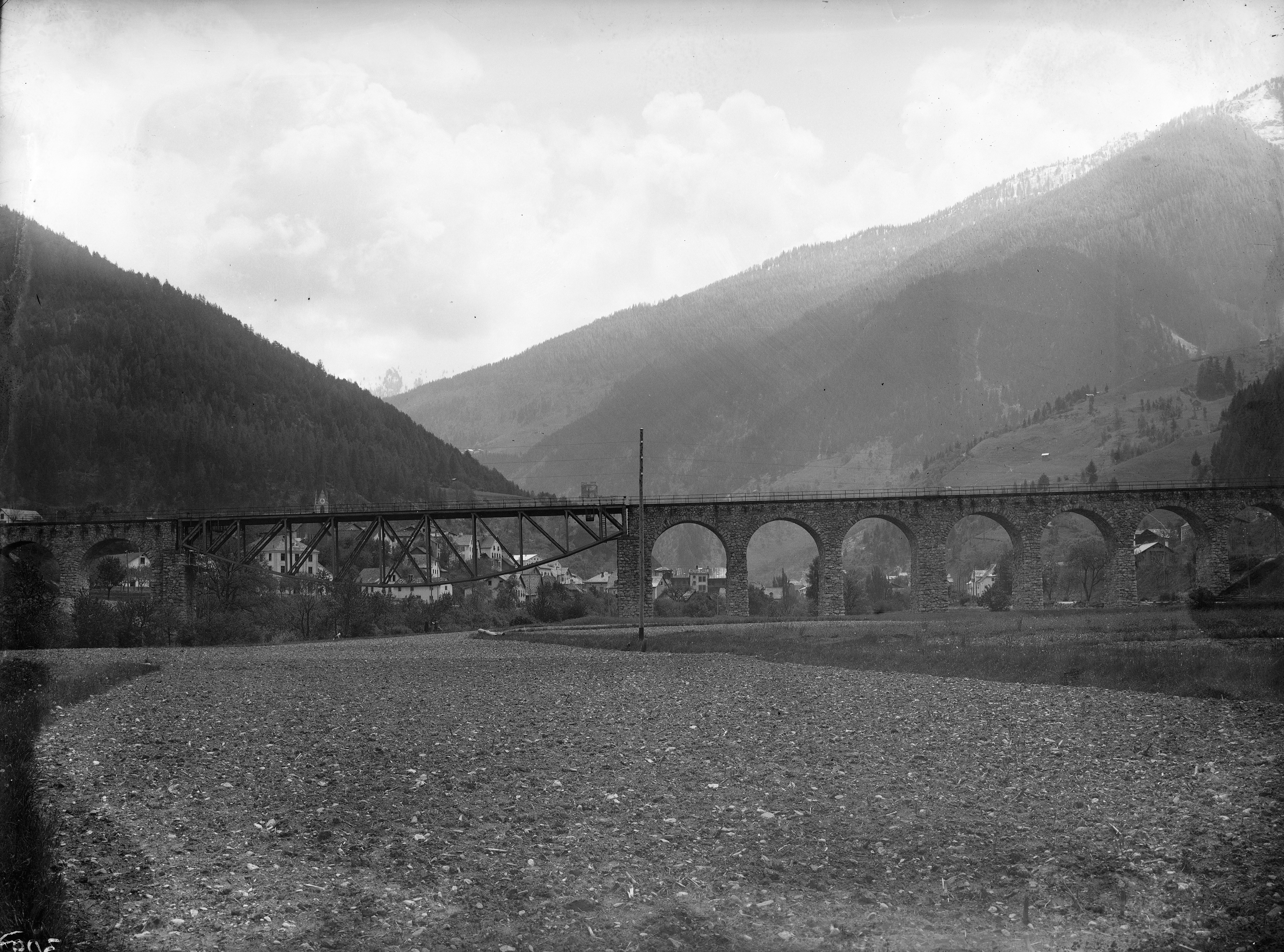
Die Brücke von 1884 mit Fischbauch

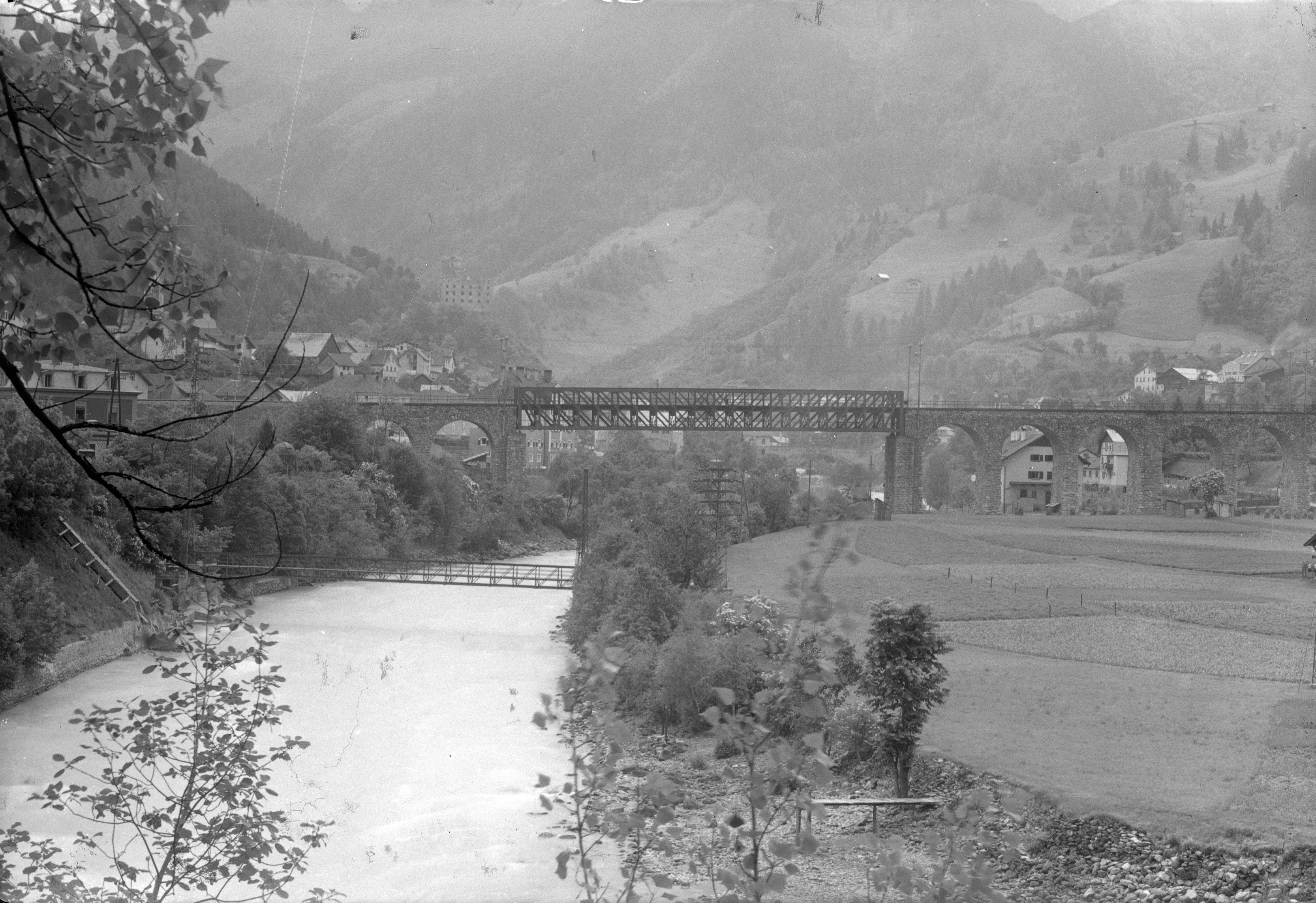
Die Fachwerkbrücke von 1904

Die Brücken der Arlbergbahn wurden fast ausschließlich als Steinbogenbrücken aus unbearbeiteten Bruchsteinen errichtet. Nur bei großen Stützweiten, wie bei der Trisannabrücke oder der Landecker Innbrücke, kam Stahl zum Einsatz. Die 1883/1884 errichtete Innbrücke war eine leichte Stahlkonstruktion mit Fischbauchträger und einer Stützweite von 63,7 m in einer lichten Höhe von 20,8 m. Die Zulaufstrecke auf beiden Seiten führte über ein gemauertes Viadukt mit sieben Öffnungen im Westen und zwei im Osten. Die geringe Achslast von 13 t führte angesichts der Zunahme der transportierten Lasten und der für die Bergstrecke nötigen schweren Lokomotiven rasch zu Problemen, sodass bereits 1904 das Tragwerk durch ein tragfähigeres ersetzt werden musste. Das parallelgurtige Fachwerk mit 240 t Eigengewicht wurde am 2. Juli 1904 eingeschoben. Die Geleise verliefen mittig zwischen Ober- und Untergurt.
Nach über 100 Jahren musste die für höhere Lasten und Geschwindigkeiten nicht geeignete Brücke erneuert werden. Da die zentral in der Stadt stehende Fachwerkbrücke ein Wahrzeichen Landecks war, kam rasch die Forderung, sie in gleicher Form wiederzuerrichten. Die ÖBB arbeiteten drei Entwürfe für Stahlfachwerkbrücken aus, die aber aufgrund der geänderten Anforderungen ein großes Gewicht und eine ganz andere Stahlkonstruktion bedingten und die Vertreter der Stadt nicht überzeugten. Daher wurde schließlich der Entwurf einer Stahlbogenbrücke von Hannes Kari verwirklicht. 2006 wurde das gemauerte Viadukt generalsaniert, vom 22. bis 29. April 2009 wurde die neue Brücke eingeschoben. Am 29. April wurde eine Probebelastung mit drei Lokomotiven vom Typ Taurus durchgeführt und anschließend die Brücke freigegeben.

## Heutige Brücke
Die Bogenbrücke mit aufgeständerter Fahrbahn besitzt ein Tragwerk aus zwei parallelen parabelförmigen Stahlbögen, die den Inn ohne Querträger an den Bogenstielen überspannen. Die Bögen haben statt eines rechteckigen einen fünfeckigen Querschnitt, um schlanker zu wirken. Die Lärmschutzwände bilden mit der Brücke eine Einheit und werden nachts mit einer speziellen Lichtgestaltung erleuchtet. Die Bogenbrücke weist eine Gesamtlänge von 64 m, eine Breite von 7 m und ein Gewicht von 1400 t auf. Die Neigung der Nivelette beträgt 25 ‰.
Das neue Tragwerk wurde rund 10 m südlich der bestehenden Brücke auf provisorischen Widerlagern errichtet und nach Abtrag der alten Brücke eingeschoben.
2014 wurde den ÖBB als Auftraggeber der Brunel Award in der Kategorie „Technische Infrastruktur und Umwelt“ für die Landecker Innbrücke verliehen.